# Cynodontium luridum
Cynodontium luridum là một loài Rêu trong họ Dicranaceae. Loài này được (Bruch) Fürnr. mô tả khoa học đầu tiên năm 1829.